# یواس‌اس استرلت (اس‌اس-۳۹۲)
یواس‌اس استرلت (اس‌اس-۳۹۲) (به انگلیسی: USS Sterlet (SS-392)) یک زیردریایی بود که طول آن ۳۱۱ فوت ۶ اینچ (۹۴٫۹۵ متر) بود. این زیردریایی در سال ۱۹۴۳ ساخته شد.